# 業豐大廈
業豐大廈，位於廣州市東風東路近中山大學北校區處，是一棟爛尾樓。樓高17層，因大厦业主、开发商之间的利益纠纷和而且利益方之间的法律纠纷而“爛尾”。由於大廈爛尾之後被廣告覆蓋，被市民稱為“圓筒廣告樓”。於2018年9月拆除。

## 歷史沿革
1992年12月19日，广东长城建设集团有限公司与中山医科大学签订《合建协议》，共同建设业丰大厦。至2000年12月28日，中山大学与广东长城建设集团有限公司、广东业丰房地产开发有限公司签署《合建补充协议》，约定由中山大学提供场地，业丰公司和长城公司负责投资建设业丰大厦。但业丰大厦在2000年11月建设至第17层后，便处于停工状态。三方均认为对方有违约行为，于是为此展开多年的法律诉讼。
大廈爛尾之後，该楼的外立面被商业广告长期覆盖。在广州亚运会、《财富》全球论坛期间，此樓有刊登公益广告。
根据2016年3月27日广州市国规委对中山大学北校区的控规修改通告，中大北校区靠含業豐大廈在內的部分建筑会拆除，规划為新建3栋74米到100米高的科研楼，一栋100米高的学生宿舍楼，一栋24米高的4层多功能体育馆，一栋100米高的医学综合楼和两栋2层高的动物实验新楼。
2018年9月被拆除。